# Â
Â (onderkast: â) is een letter van het Roemeense en Vietnameese alfabet. De Â komt ook voor in het Kroatisch, Weerts, Frans, Portugees, Servisch, Westerlauwers Fries, Welsh, Friulisch en Turks. De Â is een A met een accent circonflexe.

## Gebruik in verschillende talen

### Roemeens
In het Roemeens is Â de derde letter van het alfabet en wordt uitgesproken als /ɨ/.

### Vietnamees
In het Vietnamees is Â de derde letter van het alfabet en wordt uitgesproken als /ɜ/.

### Portugees
In het Portugees wordt de Â uitgesproken als /ɐ/.

### Weerts (Limburgs)
In het Weerts wordt de Â uitgesproken als /ɑː/. Met een sleeptoon (ː).